# Frisbee

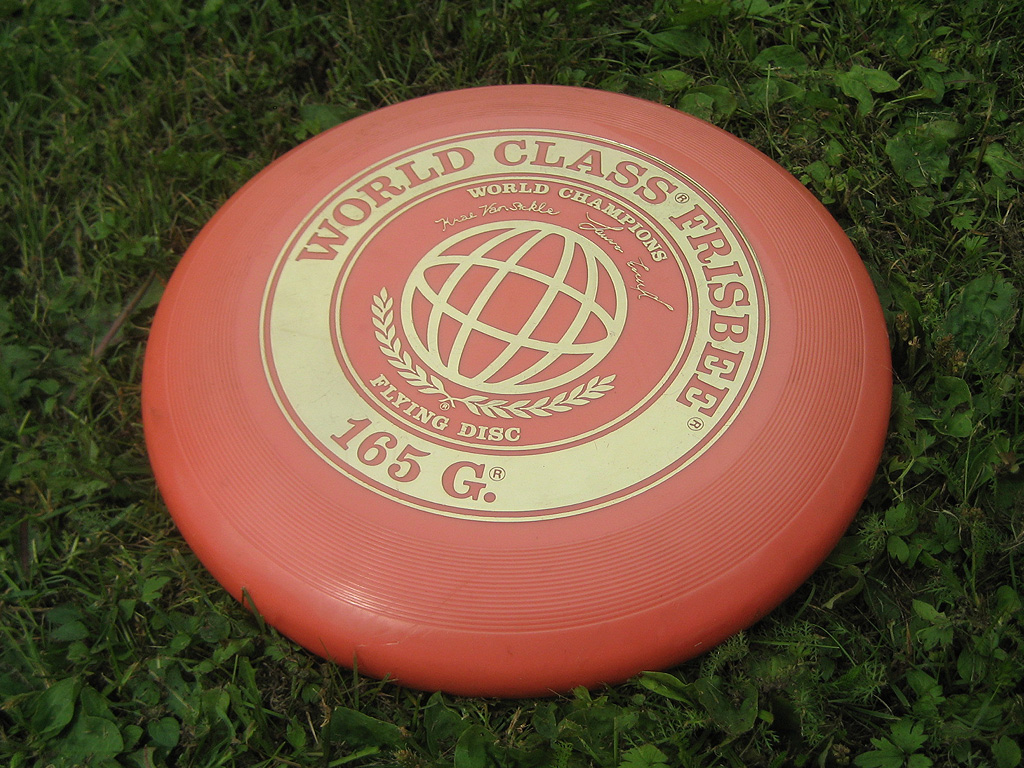
Un frisbee

Il frisbee è un oggetto di forma rotonda con l'orlo ricurvo, utilizzato negli sport all'aria aperta, atto a essere lanciato a lunga distanza (il record attuale è di 338 metri); è utilizzato per scopi ricreativi e sportivi a livello agonistico.
"Frisbee" è in realtà il marchio registrato della ditta di giocattoli Wham-O che è poi divenuto il termine usato in forma generica per riferirsi allo sport e ai "dischi volanti" che si lanciano con la mano. In inglese, dove sia lo sport sia l'oggetto sono ufficialmente chiamati Flying Disc, la federazione internazionale si chiama World Flying Disc Federation.

## Storia

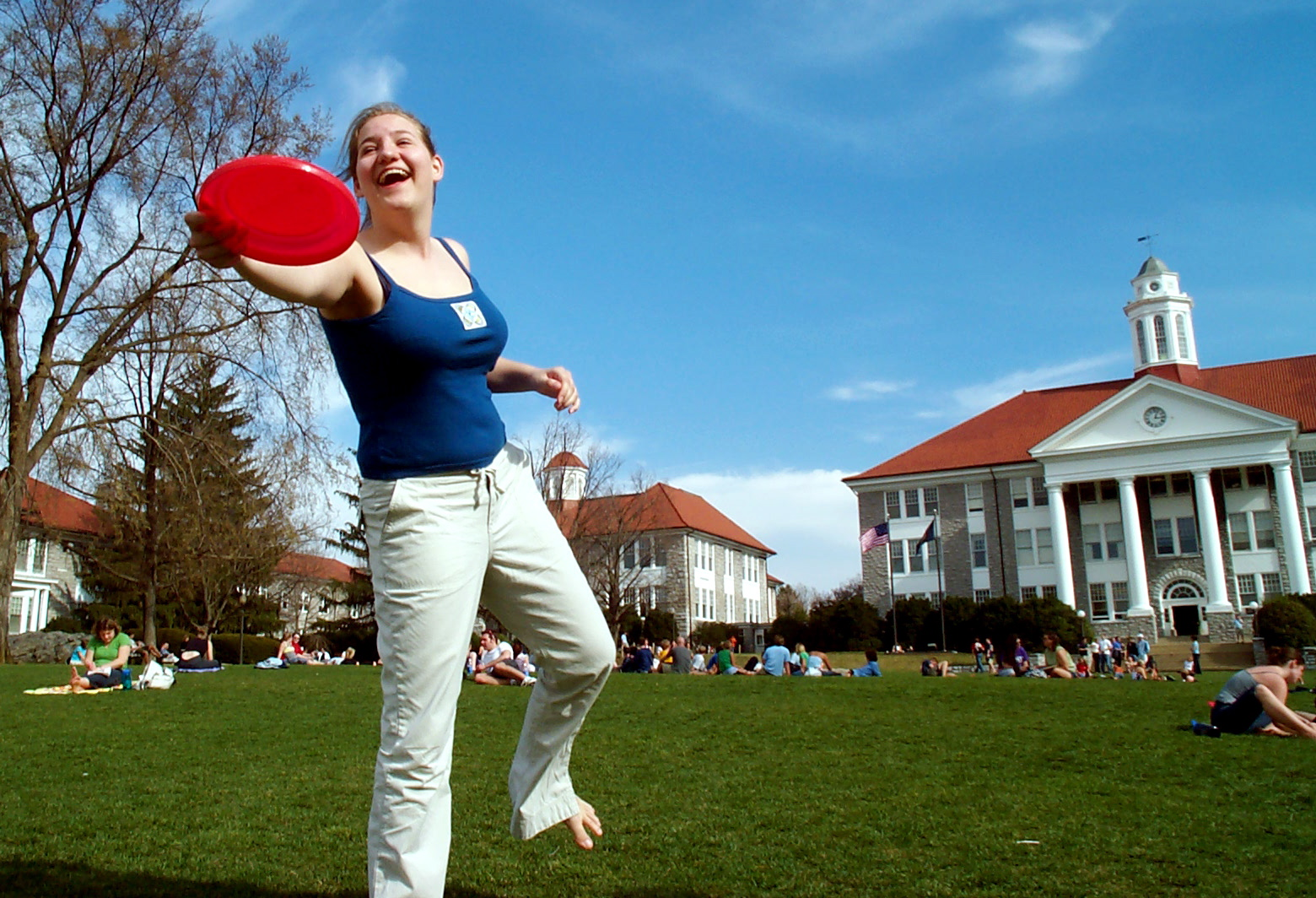
Una ragazza nell'atto di lanciare un frisbee

Oggetti piani circolari, simili al frisbee, si ritrovano in documenti antichi, ne sono un esempio quelli usati dai lanciatori del disco della Grecia antica. Piatti di legno e in seguito di latta e di plastica rigida, ancor meglio i recenti coperchi di fustini per detersivi, hanno sempre fatto parte del divertimento dei giovanissimi.
L'origine del termine risale alla seconda metà dell'Ottocento, dal nome della pasticceria Frisbie Pie Co., una ditta statunitense del Connecticut fornitrice di crostate per mense scolastiche, le cui teglie circolari di latta venivano riutilizzate per lo svago degli studenti del New England.
Nato dalla fantasia di due veterani della seconda guerra mondiale, Warren Franscioni e Walter Morrison, il famoso "disco volante" fu il frutto di ripetuti tentativi di ottenere un disco di plastica perfettamente aerodinamico.
Lavorando nel garage di Franscioni, i due soci riuscirono a mettere a punto un bordo arrotondato che avrebbe garantito la massima elevazione nel volo e una facile presa. Franscioni e Morrison chiamarono la loro creazione del 1948 Flying Disc ("Disco volante") o disco di Plutone per via della contemporanea scoperta del pianeta nano.
I primi frisbee in plastica furono prodotti nel secondo dopoguerra e la prima produzione industriale di un disco risale al 23 gennaio 1957 denominato Pluto Platter; solo successivamente fu dato il nome Frisbee, ripreso da quello della ditta menzionata.
Negli anni sessanta divenne uno sport popolare con campionati ufficiali. Il primo record di lancio del frisbee è attribuito a Simon Lizotte con una distanza di lancio di 263,2 metri.
Seconda Ipotesi della nascita del gioco a livello agonistico 
David Leiwant, un ex studente della Columbia University, si trovava nel parcheggio della scuola guardando i giocatori più giovani lanciarsi, ricorrendo e prendendo il disco (frisbee) sotto le stelle di una notte d'estate. "Se strizzo gli occhi, è quasi come 25 anni fa", ha detto il quarantaduenne Leiwant, un ex allievo del 1973,  "Eravamo solo un gruppo di ragazzi in giro con un frisbee". Gli studenti scrissero le regole del Frisbee prendendo spunto dagli altri sport e infine hanno creato il più rapido movimento sport di squadra che conosciamo oggi.

## Uso del disco
Il fondamentale di base in ogni gioco o sport che utilizza il frisbee è il lancio. Esso può essere eseguito sfruttando tecniche diverse, ma in ogni caso al frisbee deve essere imposta una rotazione. 
La rotazione del disco induce un vortice nel volume d'aria sottostante allo stesso che effettua una pressione dal centro verso i bordi; essendo questi ultimi ricurvi, convogliano il flusso verso il basso, creando un "cuscino d'aria" su cui il disco galleggia durante il volo.

## Discipline

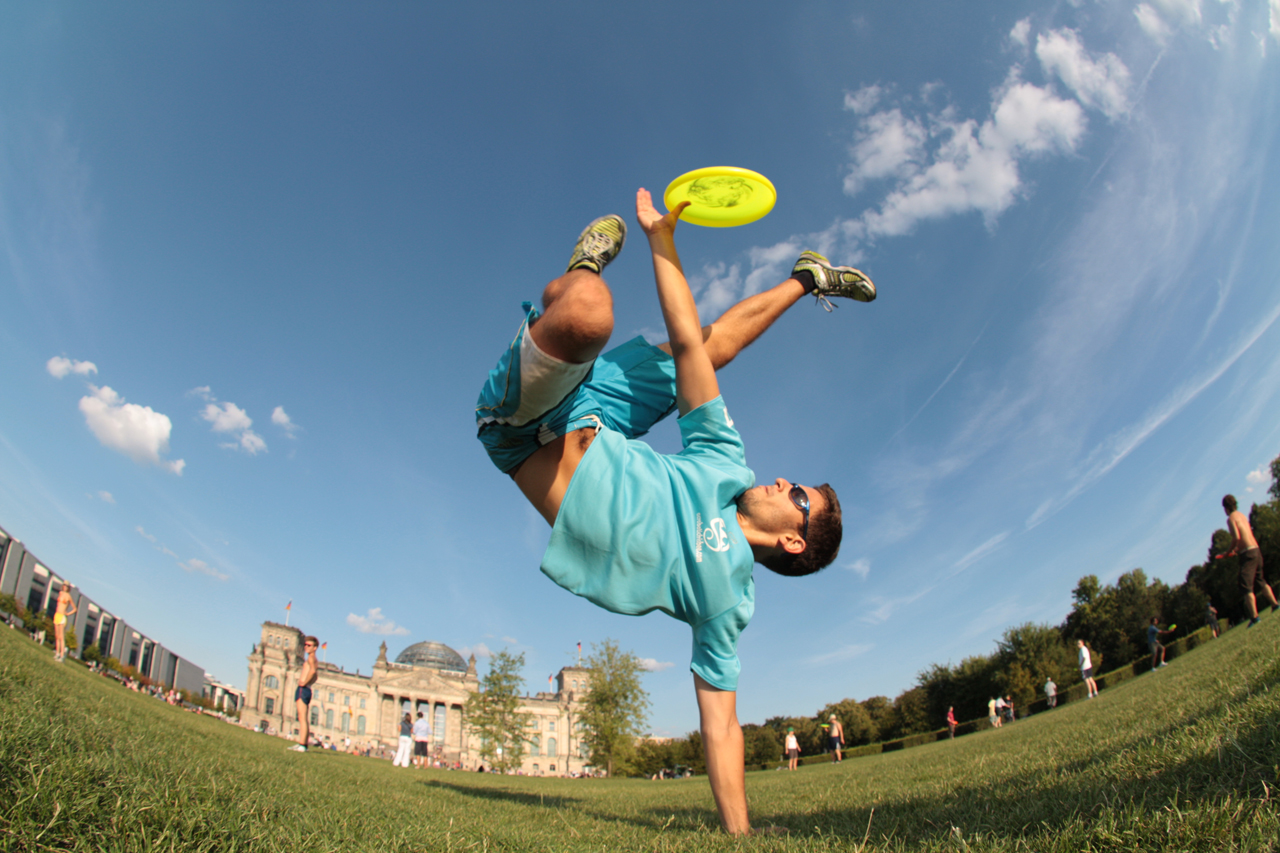
Un esempio di frisbee freestyle

Con un frisbee si possono praticare diverse discipline, fra cui:
- Ultimate[4]
- Beach Ultimate[5]
- Freestyle[6]
- Disc Golf[7]
- Guts[8]
- Overall[9]
  - Distance (Distanza)
  - Accuracy (Accuratezza)
  - Discathon
  - Double disc court (DDC)
  - Self Caught Flight (SCF)
- Frisbee dog.

## In Italia
Il frisbee ebbe diffusione in Italia nei primi anni settanta per emulazione, assieme molti altri aspetti della cultura giovanile americana "alternativa". Nel 1972 un viaggio in California ispira Valentino De Chiara che al suo rientro in Italia inizia a divulgare questa disciplina attraverso tournée nazionali che toccano le principali città e luoghi di mare.
Nel 1977 nasce l'A.I.F (Associazione Italiana Frisbee), organo deputato a favorire la crescita di questo sport in Italia.
In quegli anni anche il giovane fiorentino Francesco Ruocco, che tentò senza grande successo la via della produzione del disco di plastica, fondò il Frisbee Club Scandicci. Una decina di anni dopo, quando nacque la Nazionale italiana, Ruocco ne fu il primo medico sportivo, essendo appunto medico specialista in anestesia, riabilitazione e medicina subacquea e sportiva.
Negli anni ottanta, mentre negli USA si è all'apice della popolarità di questa disciplina, in Italia iniziano a nascere piccole realtà che saranno la base per il movimento degli anni successivi. Su tutte, Rimini inizia ad organizzare il torneo Paganello che nel giro di pochi anni vede migliaia di sportivi del frisbee arrivati da ogni parte del mondo.
Nel 2007 una collaborazione tra l'A.I.F. e un piccolo gruppo di giovani ha organizzato tornei locali per divulgare la disciplina. Per la prima volta nella storia del Frisbee, con Antonio Cusmà e Andrea Meola di Milano e Fabio Sanna di Trieste un mondiale di Freestyle Frisbee nella categoria co-op è stato vinto da una squadra italiana. Lo stesso è accaduto alla squadra femminile composta da Silvia Caruso di Milano ed Eleonora Imazio di Novara che si sono aggiudicate il primo posto della categoria women.
Sia l'A.I.F. sia i Club sparsi nel territorio italiano sono riuniti nella Federazione Italiana Flying Disc, con sede a Bologna, che coordina le iniziative sportive in Italia.
Nel dicembre 2022 la specialità viene accolta dalla FIGeST
La Federazione Italiana Giochi e Sport Tradizionali organizza ogni anno i Campionati Italiani di Ultimate Frisbee nelle categorie Maschile (serie A, B e C) Femminile (serie A e B), Mixed (serie A e B), i Campionati Junior (U15, U17, U20). 
Per quanto riguarda l'Ultimate su erba, gli appuntamenti più importanti sono le finali dei Campionati Italiani e il Bologna is Back, torneo internazionale su erba organizzato da Bologna Flying Disc sui campi dello Stadio Guido Soverini di Minerbio.